# Cleveland, Missouri
Cleveland är en ort i Cass County i delstaten Missouri, USA.